# Manambolo (rzeka)
Manambolo – rzeka na Madagaskarze, w prowincjach Antananarywa, Toliara oraz Mahajanga. Swoje źródła ma na Płaskowyżu Centralnym, 130 km na zachód od stolicy kraju, Antananarywy. Uchodzi do Oceanu Indyjskiego do Kanału Mozambickiego.
Wody rzeki posiadają czerwono-pomarańczowy kolor z powodu osadów, które niesie ze sobą w wyniku erozji.
Rzeka przepływa przez Park Narodowy Tsingy de Bemaraha. Obejmuje on krasowe formy wapienne w postaci ostrych szczytów zwanych tsigny, lasy kamiennych igieł oraz kanionu rzeki Manambolo. W dolinie rzeki żyją sifaki. Dolina jest także siedliskiem dla ptaków, między innymi dla kaczek, czapli, Alcedo vintsioides, żołny zielonej (Merops superciliosus), kani czarnej (Milvus migrans) oraz kruka srokatego (Corvus albus). W wodach rzeki można spotkać krokodyla nilowego. Wśród roślin wodnych występuje Aponogeton madagascariensis.

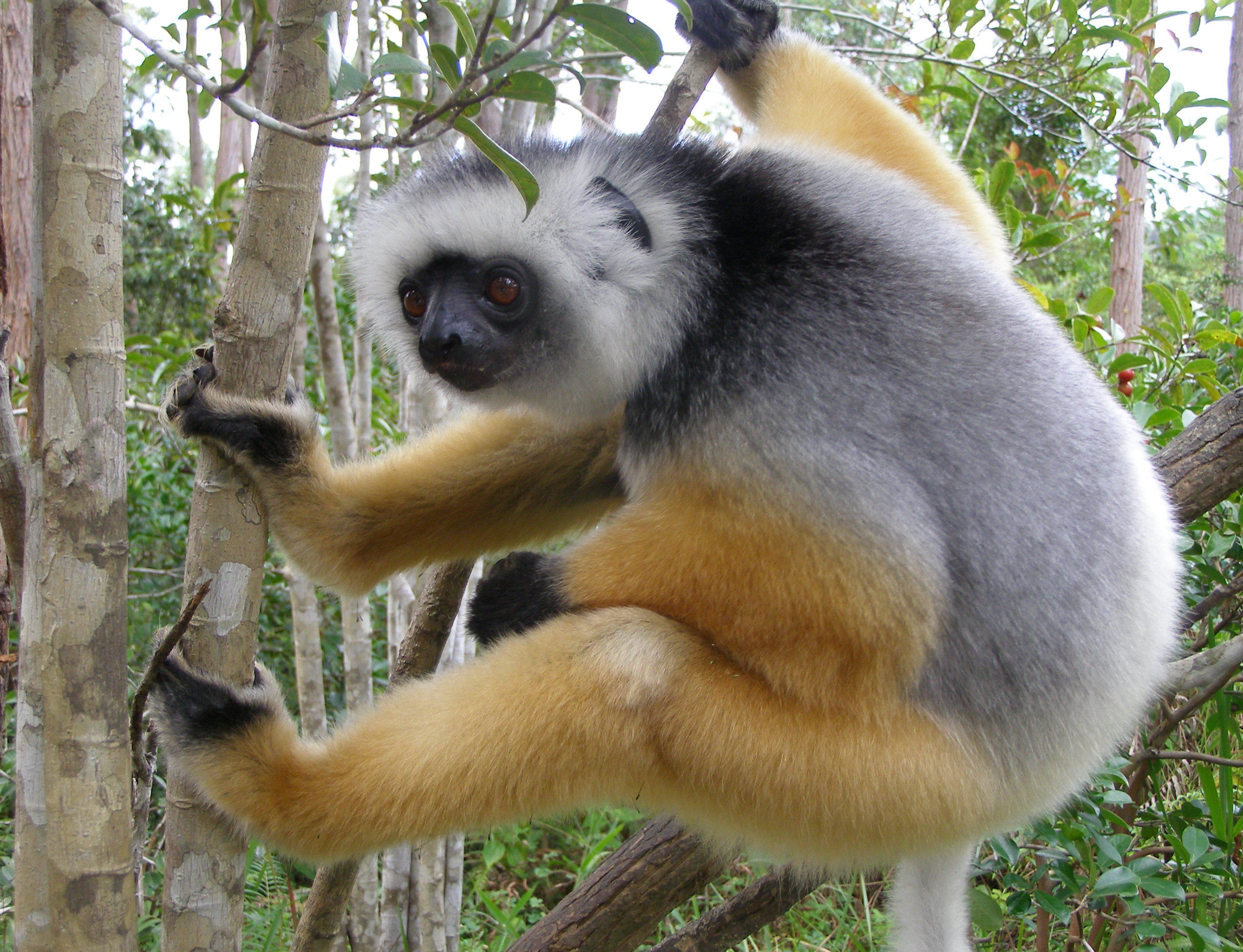
Sifaka
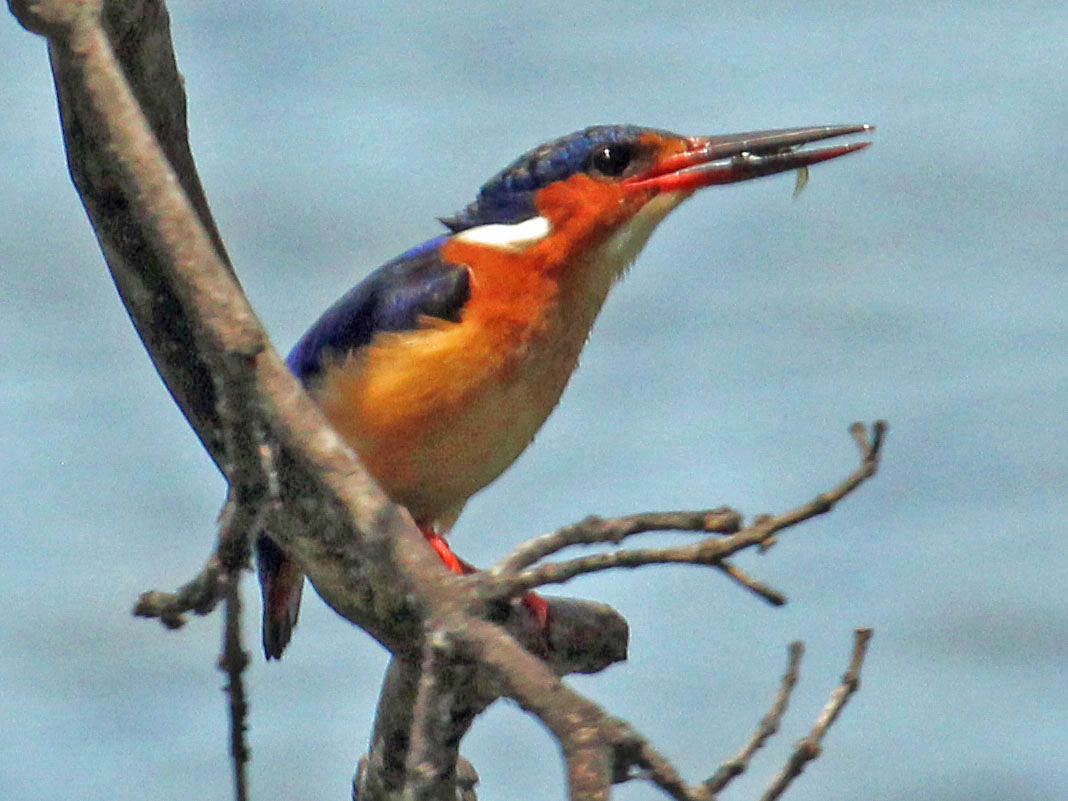
Alcedo vintsioides
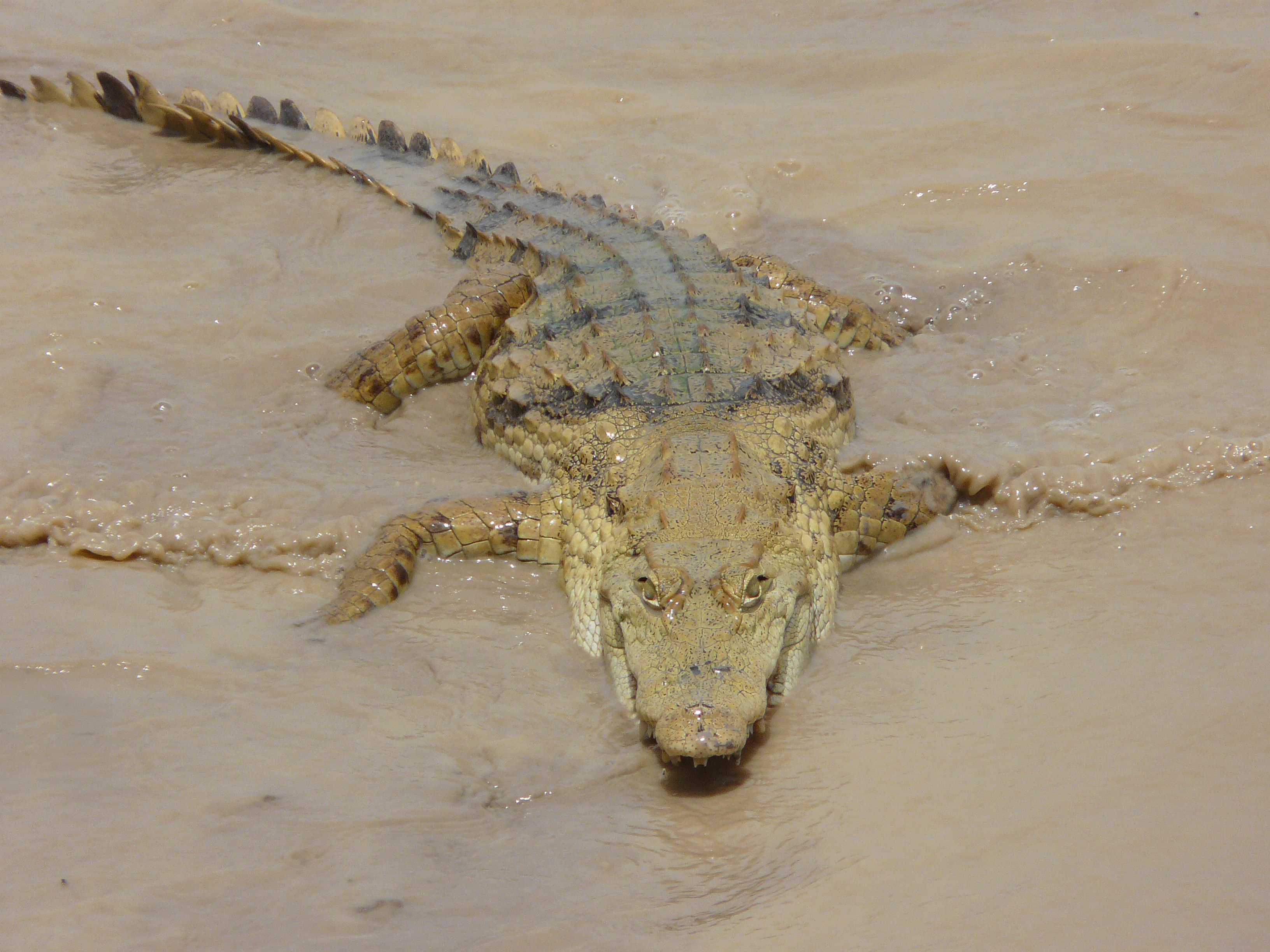
Krokodyl nilowy